# Kurudahalli, Arsikere
Kurudahalli là một làng thuộc tehsil Arsikere, huyện Hassan, bang Karnataka, Ấn Độ.